# Les Toits de Collioure
Les Toits de Collioure est un tableau réalisé par l'artiste peintre français Henri Matisse en 1905.
C'est un exemple du style que Matisse a employé pendant sa première période de fauvisme. Le tableau fait partie des collections du musée de l'Ermitage, à Saint-Pétersbourg, depuis 1948. Il faisait à l'origine partie de la collection Sergueï Chtchoukine et se trouvait ensuite au musée d'État du nouvel art occidental à Moscou.